# チャプチャイ

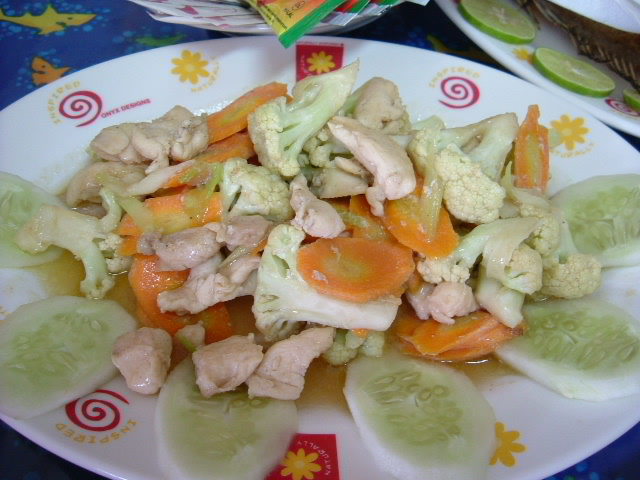
チャプチャイ

チャプチャイ（雑菜、インドネシア語: cap cai / cap cay; 簡体字: 杂菜; 繁体字: 雜菜; 拼音: zácài; 白話字: cha̍p-chhài）はインドネシア料理（中華インドネシア料理）の一つで、中華風の野菜炒め、または中華風野菜のスープ煮込み。インドネシア風八宝菜や、バリ風八宝菜とも表現される。福建料理の影響を強く受けている。
野菜炒め同様、具材には自由度があるが、よく使われるのは白菜、チンゲンサイ、キャベツ、ニンジン、キクラゲなど。鶏肉、エビなどを加える場合も多い。豚肉の使用は、ヒンドゥー教徒の割合が極端に多く、また海外観光客の多いバリ島を除くと、インドネシアではムスリム人口が圧倒的なのでごく一部に限定される。